# John Wesley Powell
John Wesley Powell (Mount Morris, Nueva York, 24 de marzo de 1834 - Haven, Maine - 23 de septiembre de 1902) fue un soldado, geólogo, botánico y explorador estadounidense, famoso por organizar la expedición de 1869 por los ríos Green (Utah) y Colorado, que fue la primera en atravesar el Gran Cañón.

## Biografía
Era hijo de un predicador y una misionera ingleses, y de pequeño emigró con toda la familia primero a Ohio y después a Wisconsin e Illinois. Aprendió latín y griego, y se interesó por las ciencias naturales, aunque no se graduó.
En 1855 atravesó Wisconsin y en 1856 todo el margen del río Misisipi.
Durante la guerra civil estadounidense (1862-1865) luchó con el ejército unionista y perdió un brazo en la batalla de Shiloh.
Al acabar la guerra fue profesor de geología en la Universidad de Illinois, pero en 1867 dejó el trabajo para ir a explorar las Montañas Rocosas.
En la expedición de 1869 partió de Wyoming, atravesando los ríos Green y Colorado. De esta expedición hizo numerosos mapas en 1871. En 1881 fue nombrado presidente del United States Geological Survey, cargo que ocupó hasta 1894.
Después fue jefe del Bureau of American Ethnology y del Smithsonian Institution hasta su muerte.
Murió de una hemorragia cerebral y fue enterrado en el Cementerio de Arlington como héroe de la guerra civil. Aunque no era ni antropólogo ni lingüista, hizo una descripción muy esmerada de los amerindios que encontró en sus expediciones, e hizo la primera clasificación de lenguas amerindias, que será la base de las que después harían Edward Sapir, Charles F. Voegelin, y Mary Rosamund Haas.
En su memoria, un mineral descubierto en 1891 lleva su nombre, powellita.
- La abreviatura «J.W.Powell» se emplea para indicar a John Wesley Powell como autoridad en la descripción y clasificación científica de los vegetales.[2]